# Le Bourg-d'Hem
Le Bourg-d'Hem är en kommun i departementet Creuse i regionen Nouvelle-Aquitaine i de centrala delarna av Frankrike. Kommunen ligger i kantonen Bonnat som tillhör arrondissementet Guéret. År 2022 hade Le Bourg-d'Hem 233 invånare.

## Befolkningsutveckling
Antalet invånare i kommunen Le Bourg-d'Hem
Referens:INSEE